# James C. Auchincloss

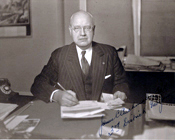
James C. Auchincloss (1943)

James Coats Auchincloss (* 19. Januar 1885 in New York City; † 2. Oktober 1976 in Alexandria, Virginia) war ein US-amerikanischer Politiker. Zwischen 1943 und 1965 vertrat er den Bundesstaat New Jersey im US-Repräsentantenhaus.

## Werdegang
James Auchincloss besuchte die Cutler School in New York und die Groton School in Massachusetts. Danach studierte er bis 1908 an der Yale University. Anschließend arbeitete er zwischen 1908 und 1940 an der New Yorker Börse, deren Leitung er als Governor zwischen 1921 und 1938 innehatte. Von 1909 und 1913 gehörte Auchincloss auch der Nationalgarde von New Jersey an. Während des Ersten Weltkrieges war er Hauptmann im Nachrichtendienst. Später war er auch stellvertretender Polizeibeauftragter der Stadt New York. James Auchincloss war der Gründer, Präsident und Vorstandsvorsitzender des New York Better Business Bureau. Ferner begann er als Mitglied der Republikanischen Partei eine politische Laufbahn. Von 1930 bis 1937 gehörte er dem Gemeinderat von Rumson in New Jersey an; von 1938 bis 1943 war er dort Bürgermeister.
Bei den Kongresswahlen des Jahres 1942 wurde Auchincloss im dritten Wahlbezirk von New Jersey in das US-Repräsentantenhaus in Washington, D.C. gewählt, wo er am 3. Januar 1943 die Nachfolge von William H. Sutphin antrat. Nach zehn Wiederwahlen konnte er bis zum 3. Januar 1965 elf Legislaturperioden im Kongress absolvieren. Diese waren zunächst von den Ereignissen des Zweiten Weltkrieges und dessen Folgen geprägt. In seine Zeit im Kongress fielen auch der Beginn des Kalten Krieges, der Koreakrieg und innenpolitisch die Bürgerrechtsbewegung. Außerdem begann damals der Vietnamkrieg. In den Jahren 1951, 1961 und 1964 wurden der 22., der 23. und der 24. Verfassungszusatz ratifiziert.
Im Jahr 1964 verzichtete James Auchincloss auf eine erneute Kongresskandidatur. Nach dem Ende seiner Zeit im US-Repräsentantenhaus zog er sich aus der Politik zurück. Er starb am 2. Oktober 1976 in Alexandria und wurde auf dem Woodlawn Cemetery in der Bronx beigesetzt.